# والتر یووینگ
والتر یووینگ (انگلیسی: Walter Ewing; ۱۱ فوریهٔ ۱۸۷۸ – ۲۵ ژوئن ۱۹۴۵) تیرانداز اهل کانادا بود.
وی در مسابقات کشوری و بین‌المللی در مجموع برندهٔ ۱ مدال طلا، ۱ مدال نقره شده‌است.